# Chaku-chaku
Chaku-chaku – metoda stosowana w Systemie Produkcyjnym Toyoty (ang. Toyota Production System) składowa metodologii opierającej się na szczupłej produkcji (ang. lean production). Z języka japońskiego dosłownie oznacza ładowanie - ładowanie.
Chaku-chaku polega na organizacji gniazda produkcyjnego w taki sposób aby występował ciągły przepływ jednej sztuki (ang. one piece flow). Metoda opiera się na pracy jednego operatora, który zgodnie z przepływem produktu zabiera kolejne gotowe części z jednej maszyny i ładuje je do kolejnej itd., w taki sposób aby czas ładowania szeregu maszyn odpowiadał czasowi cyklu pracy pierwszej maszyny. Proces może być wykonywany w sposób całkowicie manualny przez operatora lub też częściowo zautomatyzowany gdzie gotowe części są automatycznie "wyrzucane" przez maszynę. 
Korzyści wynikające z wdrożenia metody w organizacji przedsiębiorstwa to przede wszystkim poprawa standaryzacji i ergonomii pracy, skrócenie czasu cyklu w obrębie jednego gniazda produkcyjnego poprzez wprowadzenie procesu one piece flow oraz eliminacja czasu oczekiwania operatora.